# Iwan Iljin

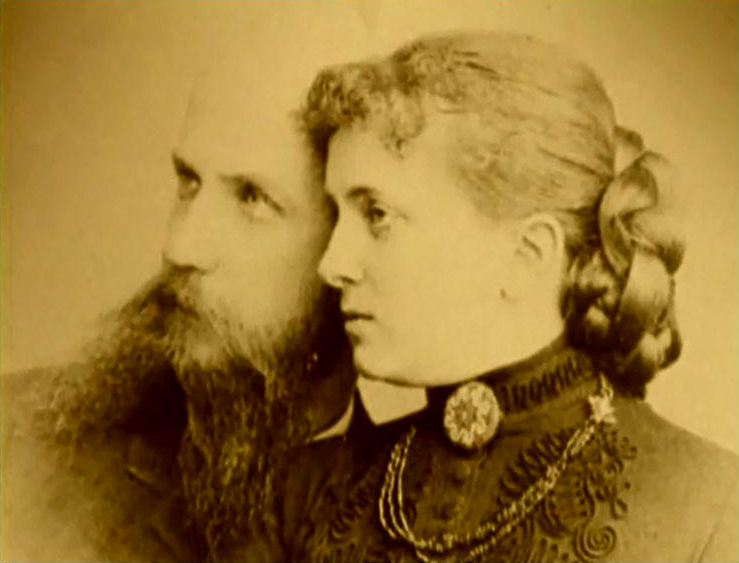
Aleksander i Jekaterina Iljin, rodzicie Iwana Iljina

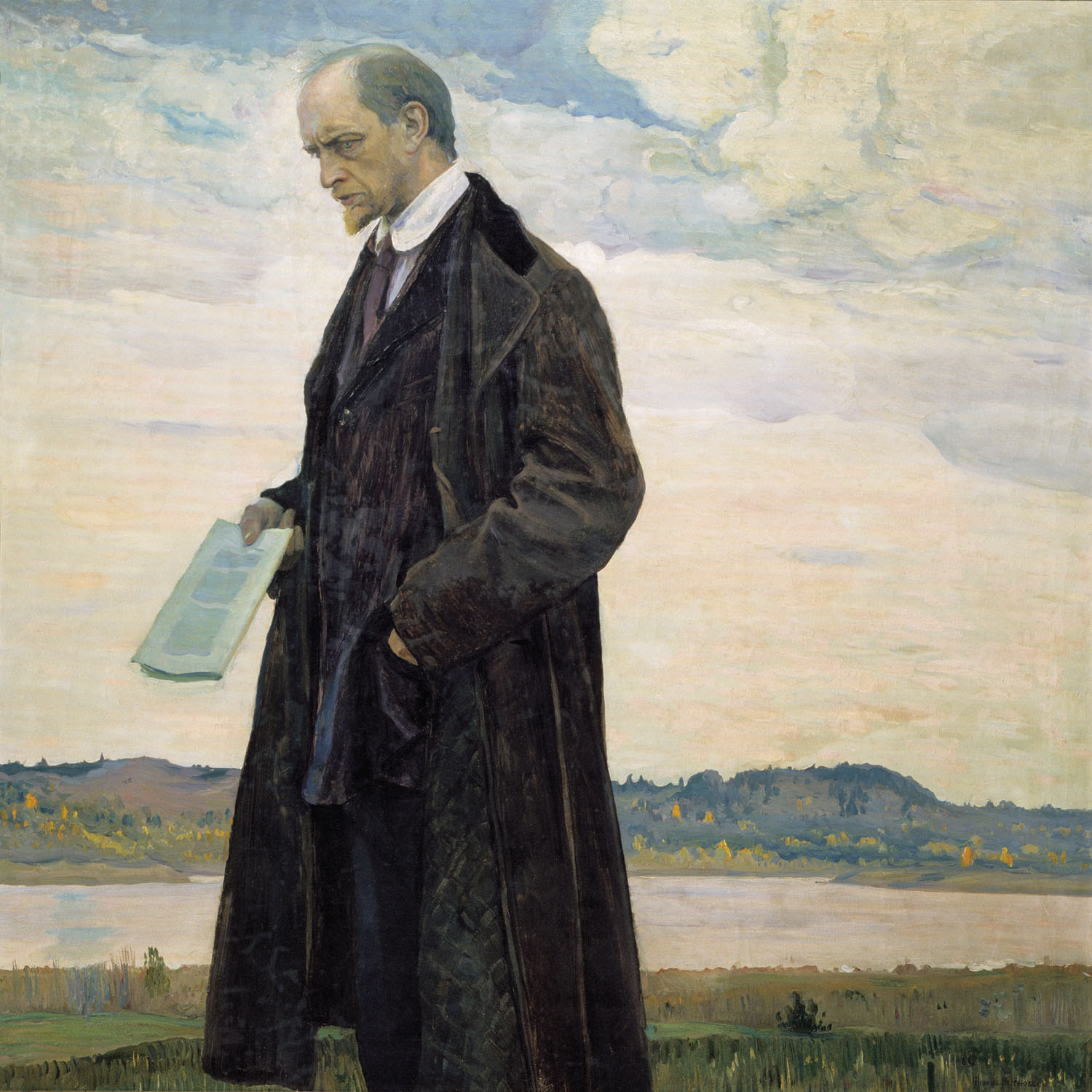
Iwan Iljin sportretowany na obrazie „Myśliciel” (1921) Michaiła Niestierowa. Kolekcja Państwowego Muzeum Rosyjskiego w Petersburgu

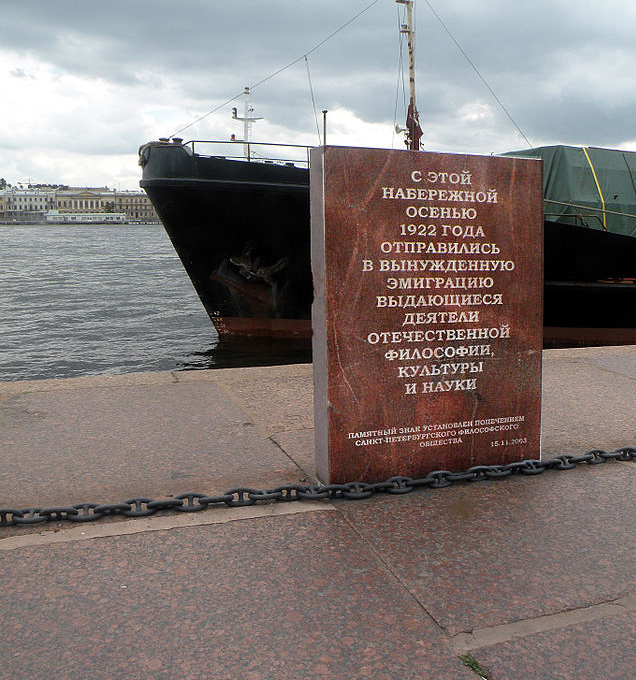
Upamiętnienie wydalonych „Statkiem filozofów”, na nabrzeżu w Petersburgu. Inskrypcja: „Wybitne osobistości rosyjskiej filozofii, kultury i nauki zostały wypędzone na emigrację z tego miejsca jesienią 1922 roku. Tablica ufundowana przez Petersburskie Towarzystwo Filozoficzne, odsłonięcie 15 listopada 2003 roku”

Iwan Aleksandrowicz Iljin (ros. Иван Александрович Ильин; ur. 28 marca?/9 kwietnia 1883 w Moskwie, zm. 21 grudnia 1954 w Zollikon) – rosyjski filozof o poglądach faszystowskich, od 1922 roku na emigracji w Niemczech, później w Szwajcarii. Z racji powszechnych, publicznych odwołań do jego twórczości stosowanych przez władze rosyjskie od początku XXI wieku, zwany w literaturze i publicystyce „filozofem Putina”.

## Życiorys
Jego matka Caroline Louise z domu Schweikert von Stadion była rosyjską Niemką, wyznająca luteranizm do czasu zawarcia małżeństwa z ojcem Iwana Iljina w 1880 roku. Wówczas dokonała konwersji na prawosławie, przyjmując także nowe imię: Jekaterina Juliewna. Dziadek Iwana Iljina od strony matki – Julius Schweikert (ur. 1807 w Wittenberdze), początkowo był felczerem popularyzującym homeopatię – wówczas modną w Rosji metodę kuracji. Pod koniec życia został nadwornym medykiem, publikującym w rosyjskich periodykach medycznych. Iwan Iljin od najmłodszych lat pisał i mówił biegle po niemiecku. Jego ojciec Aleksander Iwanowicz Iljin, urodził się i spędził dzieciństwo w Wielkim Pałacu Kremlowskim. Dziadek Iwana Iljina od strony ojca był komendantem pałacu. Iwan Iljin wychowywał się w centrum Moskwy – na Zaułku Naryszkina, niedaleko Kremla. W 1901 wstąpił na wydział prawa Moskiewskiego Uniwersytetu Państwowego. Podczas studiów prawniczych Iljin zainteresował się filozofią pod wpływem profesora Pawła Iwanowicza Nowgorodcewa (1866-1924), chrześcijańskiego filozofa prawa i liberała politycznego. W 1906 roku ukończył studia prawnicze. W 1911 roku studiował filozofię w Getyndze, gdzie poznał Edmunda Husserla. Po powrocie pracował naukowo w Moskwie. Po rewolucji październikowej nie opuścił Rosji. Pięć lat później, jesienią 1922 roku na rozkaz Włodzimierza Lenina znalazł się na liście proskrypcyjnej rewolucji kulturalnej ZSRR i został wydalony z kraju wraz ze 160 innymi intelektualistami. Byli wśród nich m.in. Nikołaj Bierdiajew, Siergiej Bułgakow, Lew Karsawin i Nikołaj Łosski. Zostali oni umieszczeni na statku (który nazwano później „Statkiem filozofów”) i wydaleni z Petersburga do Szczecina, w Republice Weimarskiej.
W latach 1923–1934 Iljin pracował jako profesor Rosyjskiego Instytutu Naukowego w Berlinie. W latach 1927–1930 był wydawcą i redaktorem pisma rosyjskojęzycznego „Russkij Kolokol” (ang. Russian Bell). Wykładał w Niemczech i innych krajach Europy, z czasem stając się czołowym ideologiem rosyjskiego ruchu Białych na emigracji. Wspierał ideologię Benito Mussoliniego i podporządkowanie jednostki państwu.
Iljin rozwijał ideę nacjonalizmu rosyjskiego i swoistości Rosji, która miałaby nie być związana wartościami zachodniej demokracji. W działalności antykomunistycznej szukał w Europie sojuszników na skrajnej prawicy od Mussoliniego po Hitlera. Zdobył rozgłos tomem O sprzeciwianiu się złu siłą z 1925 roku. Polemizował w nim z ideami Lwa Tołstoja. W opublikowanym w 1933 r. apologetycznym artykule o nazizmie pisał z pogardą o „liberalno-demokratycznej hipnozie niesprzeciwiania się” komunizmowi, natomiast doceniał nazizm za powstrzymanie procesu bolszewizacji w Niemczech. W 1948 r. napisał artykuł O faszyzmie, polemizujący z Trybunałem Norymberskim, a przy tym pomijający Zagładę, ludobójstwo, obozy koncentracyjne i zbrodnie przeciw ludzkości.
W 1934 r. po zagarnięciu władzy przez nazistów został zwolniony z Rosyjskiego Instytutu Naukowego. Naziści umieścili Iljina pod nadzorem policji. W 1938 z pomocą finansową Siergieja Rachmaninowa udało mu się opuścić Niemcy i kontynuować pracę naukową w Genewie w Szwajcarii. Zmarł w Zollikon koło Zurychu 21 grudnia 1954 roku. Pół wieku później, prezydent Rosji Władimir Putin nakazał sprowadzenie prochów Iljina ze Szwajcarii do Rosji i w 2009 roku osobiście uczestniczył w ceremonii pogrzebowej przy Monastyrze Dońskim w Moskwie.

## Wybrane prace
- Hegel’s philosophy as a doctrine of the concreteness of God and man (ros. Философия Гегеля как учение о конкретности Бога и человека, 1918; niem. Die Philosophie Hegels als kontemplative Gotteslehre, 1946);
- Resistance to Evil By Force (ros. О сопротивлениии злу силою, 1925);
- The Way of Spiritual Revival (1935);
- National Socialism: A New Spirit (1933);
- Foundations of Struggle for the National Russia (1938);
- The Basis of Christian Culture (ros. Основы христианской культуры, 1938);
- About the Future Russia (1948);
- On the Essence of Conscience of Law (ros. О сущности правосознания, 1956);
- The Way to Insight (ros. Путь к очевидности, 1957);
- Axioms of Religious Experience (ros. Аксиомы религиозного опыта, 1953);
- On Monarchy and Republic (ros. О монархии и республики, 1978).